# 타날라술꼬리쥐
타날라술꼬리쥐(Eliurus tanala)는 붉은숲쥐과에 속하는 설치류의 일종이다. 마다가스카르섬에서만 발견된다.